# Linia kolejowa Mannheim – Stuttgart
Linia kolei dużych prędkości Mannheim – Stuttgart – linia kolejowa w Niemczech, o długości 99 km, łącząca miasta Mannheim i Stuttgart.
Oficjalne otwarcie linii miało miejsce 9 maja 1991, a pierwszy Intercity-Express przejechał trasą w dniu 2 czerwca. Linia kolejowa Hannover – Würzburg otwarta została w tym samym czasie.
Na trasie znajduje się 15 tuneli i ponad 90 mostów. Całkowity koszt budowy wyniósł około 4,5 mld marek niemieckich.